# Arianops sewanee
Arianops sewanee är en skalbaggsart som beskrevs av Barr 1974. Arianops sewanee ingår i släktet Arianops och familjen kortvingar. Inga underarter finns listade i Catalogue of Life.